# Riders of the Storm
Riders of the Storm és una pel·lícula britànico-estatunidenca dirigida per Maurice Phillips, estrenada el 1986.

## Argument
Els membres de la tripulació d'un avió transformat en estació de televisió pirata prova d'impedir l'elecció a la Casa Blanca d'una candidata de dreta de discurs militarista.

## Repartiment
- Dennis Hopper: el capità
- Michael J. Pollard: Tesla
- Eugene Lipinski: Ace
- James Aubrey: Claude
- Al Matthews: Benedict
- William Armstrong: Jerry
- Michael Ho: Minh
- Derek Hoxby: Sam
- Nigel Pegram: Sra. Westinghouse
- Mark Caven: Don
- Craig Pinder: Irving
- Jeff Harding: Doug
- Linda Lou Allen: Mary
- Norman Chancer: el doctor King
- Gwen Humble: Linda

## Al voltant de la pel·lícula
- El rodatge s'ha desenvolupat a Glen Canyon, en el Utah.
- A destacar, una petita aparició del cantant Ozzy Osbourne.

## Banda original
- Coming In On A Wing And A Prayer, interpretat per Joe Fagen
- Layla, interpretat per Derek and the Dominos
- Won't Get Fooled Again, interpretat per Roger Daltrey
- All Day And All Of The Night, interpretat per The Kinks
- Ain't That America, interpretat per Bo & Co
- I Ain't Begging, interpretat per Sky High
- People Get Ready, interpretat per Clem Clempson i Brian Bennett
- Il Travatore, interpretat per Franco Corelli
- The Madness Of It All, interpretat per The Ward Brothers
- You Can Love A Woman, interpretat per Light A Big Fire
- Send Jesus Some, interpretat per Dave Gibson i Jessica Boucher
- Everybody Wants You, interpretat per Billy Squier
- Star Spangled Banner, interpretat per Jimi Hendrix
- Purple Haze, interpretat per Jimi Hendrix
- Fantasy, interpretat per Joan Jett and The Blackhearts
- Lucky Me, interpretat per Icehouse
- Regular Boys, interpretat per Icehouse
- Go To Hell, interpretat per Alice Cooper
- Fur Fly, interpretat per Will Jennings
- Stand By Your Man, interpretat per Nigel Pegram i Dave Gibson
- Yesterdays Hero, interpretat per Gene Pitney
- The American Way, interpretat per Brian Bennett i Warren Bennett
- Ride The Storm, interpretat per John Payne
- It'll Be All Right On The Night, interpretat per Radio
- Cielito Lindo, interpretat per Flaco Jimenez

## Premis
- Premi especial del jurat, de la crítica i premi Antena d'Or, al Festival internacional de cinema fantàstic d'Avoriaz 1987.